# Liste der Eutraphenten Röhrichte und Großseggenriede in Deutschland
Die Liste der Eutraphenten Röhrichte und Großseggenrieden in Deutschland wurde der Roten Liste gefährdeter Pflanzengesellschaften Deutschlands (Rennwald 2000) entnommen, die alle in Deutschland vorkommenden Pflanzengesellschaften enthält.
Es wurde dabei nur die Pflanzenformation IV = Eutraphente Röhrichte und Großseggenriede berücksichtigt.
Diese Formation hat eine Klasse: Süßwasserröhrichte und Großseggen-Gesellschaften - Phragmito-Magnocaricetea Klika in Klika et Novák 1941.
Zu jeder Pflanzengesellschaft ist ein Bild, ihre Ordnung, ihr Verband, ihr synsystematischer Rang, ihr deutscher Name, ihr wissenschaftlicher Name und ihr Gefährdungsgrad (Spalte: G) in jeweils einer Spalte angegeben.
Rang:
- FOR = Formation
- KLA = Klasse
- ORD = Ordnung
- VRB = Verband
- ASS = Assoziation

Gefährdungsgrad:
- 0 = Ausgestorben oder verschollen
- 1 = Vom Aussterben bedroht
- 2 = Stark gefährdet
- 3 = Gefährdet
- G = Gefährdung anzunehmen
- R = Extrem selten
- V = Zurückgehend, Art der Vorwarnliste
- * = derzeit nicht gefährdet
- D = Daten zu Verbreitung und Gefährdung ungenügend[3]

Die Pflanzengesellschaften in dieser Liste sollten nur auf Artikel über die gesamte jeweilige Pflanzengesellschaft verlinkt werden, nicht auf einzelne Vertreter der Pflanzengesellschaft.

## Süßwasserröhrichte und Großseggen-Gesellschaften
| Bild                    | Ordnung                       | Verband                               | Rang | Deutscher Name                                 | wissenschaftlicher Name                                           | G |
| ----------------------- | ----------------------------- | ------------------------------------- | ---- | ---------------------------------------------- | ----------------------------------------------------------------- | - |
|                         | Schilfröhricht-Gesellschaften |                                       | ORD  | Schilfröhricht-Gesellschaften                  | Phragmitetalia australis W. Koch 1926                             |   |
|                         | Schilfröhricht-Gesellschaften | Schilf-Röhrichte (Großröhrichte)      | VRB  | Schilf-Röhrichte (Großröhrichte)               | Phragmition australis W. Koch 1926                                |   |
|                         | Schilfröhricht-Gesellschaften | Schilf-Röhrichte (Großröhrichte)      | ASS  | Teichbinsen-Schilf-Röhricht                    | Schoenoplecto-Phragmitetum W. Koch 1926 nom. mutat. propos.       | V |
|                         | Schilfröhricht-Gesellschaften | Schilf-Röhrichte (Großröhrichte)      | ASS  | Wasserschwaden-Röhricht                        | Glycerietum maximae Hueck 1931                                    | * |
|                         | Schilfröhricht-Gesellschaften | Schilf-Röhrichte (Großröhrichte)      | ASS  | Gesellschaft des Übersehenen Igelkolbens       | Glycerio-Sparganietum neglecti Br.-Bl. 1925                       | * |
|                         | Schilfröhricht-Gesellschaften | Schilf-Röhrichte (Großröhrichte)      | ASS  | Gesellschaft des Aufrechten Igelkolbens        | Sparganietum erecti Roll 1938                                     | * |
|                         | Schilfröhricht-Gesellschaften | Schilf-Röhrichte (Großröhrichte)      | ASS  | Wasserschierling-Scheinzyperseggen-Röhricht    | Cicuto-Caricetum pseudocyperi Boer et Sissingh in Boer 1942       | 3 |
|                         | Schilfröhricht-Gesellschaften | Schilf-Röhrichte (Großröhrichte)      | ASS  | Teichschachtelhalm-Röhricht                    | Equisetum fluviatile-Gesellschaft                                 | V |
|                         | Schilfröhricht-Gesellschaften | Schilf-Röhrichte (Großröhrichte)      | ASS  | Gesellschaft des Breitblättrigen Merks         | Sium latifolium-Gesellschaft                                      | 3 |
|                         | Schilfröhricht-Gesellschaften | Schilf-Röhrichte (Großröhrichte)      | ASS  | Gesellschaft der Gewöhnlichen Sumpfbinse       | Eleocharis palustris-Gesellschaft                                 | * |
|                         | Schilfröhricht-Gesellschaften | Schilf-Röhrichte (Großröhrichte)      | ASS  | Röhricht der Graugrünen Teichsimse             | Schoenoplectus tabaernaemontani-Gesellschaft                      | * |
|                         | Schilfröhricht-Gesellschaften | Schilf-Röhrichte (Großröhrichte)      | ASS  | Kalmus-Röhricht                                | Acoretum calami Schulz 1941                                       | * |
|                         | Schilfröhricht-Gesellschaften | Schilf-Röhrichte (Großröhrichte)      | ASS  | Schwanenblumen-Röhricht                        | Butometum umbellati Konczak 1968                                  | V |
|                         | Schilfröhricht-Gesellschaften | Schilf-Röhrichte (Großröhrichte)      | ASS  | Pfeilkraut-Röhricht                            | Sagittario-Sparganietum emersi Tx. 1953                           | * |
|                         | Schilfröhricht-Gesellschaften | Schilf-Röhrichte (Großröhrichte)      | ASS  | Wasserfenchel-Wasserkressen-Röhricht           | Oenantho-Rorippetum amphibiae Lohmeyer 1950                       | V |
|                         | Schilfröhricht-Gesellschaften | Schilf-Röhrichte (Großröhrichte)      | ASS  | Wurzelsimsen-Röhricht                          | Scirpetum radicantis Hejný in Hejný et Husák 1978                 | 2 |
|                         | Schilfröhricht-Gesellschaften | Schilf-Röhrichte (Großröhrichte)      | ASS  | Zwergrohrkolben-Gesellschaft                   | Equiseto-Typhetum minimae Br.-Bl. in Volk 1940                    | 0 |
|                         | Schilfröhricht-Gesellschaften | Schilf-Röhrichte (Großröhrichte)      | ASS  | Zitzensumpfbinsen-Gesellschaft                 | Eleocharis mamillata-Gesellschaft                                 | V |
|                         | Schilfröhricht-Gesellschaften | Schilf-Röhrichte (Großröhrichte)      | ASS  | Gesellschaft des Gewöhnlichen Froschlöffels    | Alisma plantago-aquatica-Gesellschaft                             | * |
|                         | Schilfröhricht-Gesellschaften | Schilf-Röhrichte (Großröhrichte)      | ASS  | Gesellschaft des Lanzett-Froschlöffels         | Alismetum lanceolatae Zahlheimer 1979                             | 3 |
|                         | Schilfröhricht-Gesellschaften | Schilf-Röhrichte (Großröhrichte)      | ASS  | Gesellschaft des Grasblättrigen Froschlöffels  | Alisma gramineum-Gesellschaft                                     | 2 |
| RambowerMoor bei Lenzen | Schilfröhricht-Gesellschaften | Großseggen-Gesellschaften             | VRB  | Großseggen-Gesellschaften                      | Magnocaricion elatae W. Koch 1926                                 |   |
|                         | Schilfröhricht-Gesellschaften | Großseggen-Gesellschaften             | ASS  | Großseggen-Basalgesellschaft                   | Magnocaricion elatae-Basalgesellschaft                            | * |
|                         | Schilfröhricht-Gesellschaften | Großseggen-Gesellschaften             | ASS  | Steifseggen-Rasen                              | Caricetum elatae W. Koch 1926                                     | 3 |
|                         | Schilfröhricht-Gesellschaften | Großseggen-Gesellschaften             | ASS  | Rispenseggen-Rasen                             | Caricetum paniculatae Wangerin ex von Rochow 1951                 | V |
|                         | Schilfröhricht-Gesellschaften | Großseggen-Gesellschaften             | ASS  | Uferseggen-Rasen                               | Galio palustris-Caricetum ripariae Balátová-Tulácková et al. 1993 | V |
|                         | Schilfröhricht-Gesellschaften | Großseggen-Gesellschaften             | ASS  | Innseggen-Gesellschaft                         | Carex randalpina / x oenensis-Gesellschaft                        | V |
|                         | Schilfröhricht-Gesellschaften | Großseggen-Gesellschaften             | ASS  | Blasenseggen-Rasen                             | Caricetum vesicariae Chouard 1924                                 | V |
|                         | Schilfröhricht-Gesellschaften | Großseggen-Gesellschaften             | ASS  | Schlankseggen-Rasen                            | Caricetum gracilis Almquist 1929                                  | V |
|                         | Schilfröhricht-Gesellschaften | Großseggen-Gesellschaften             | ASS  | Fuchsseggen-Gesellschaft                       | Caricetum vulpinae Soó 1927                                       | 3 |
|                         | Schilfröhricht-Gesellschaften | Großseggen-Gesellschaften             | ASS  | Gesellschaft der Banater Segge                 | Caricetum buekii Hejný et Kopecký 1965                            | 3 |
|                         | Schilfröhricht-Gesellschaften | Großseggen-Gesellschaften             | ASS  | Sumpfreitgras-Rasen                            | Calamagrostis canescens-Gesellschaft                              | * |
|                         | Schilfröhricht-Gesellschaften | Großseggen-Gesellschaften             | ASS  | Sumpfseggen-Rasen                              | Carex acutiformis-Gesellschaft                                    | * |
|                         | Schilfröhricht-Gesellschaften | Großseggen-Gesellschaften             | ASS  | Schneiden-Röhricht                             | Cladietum marisci Allorge 1922                                    | 2 |
|                         | Schilfröhricht-Gesellschaften | Großseggen-Gesellschaften             | ASS  | Rohrglanzgras-Röhricht                         | Phalaridetum arundinaceae Libbert 1931                            | * |
|                         | Schilfröhricht-Gesellschaften | Schwadengras-Igelkolben-Bachröhrichte | VRB  | Schwadengras-Igelkolben-Bachröhrichte          | Glycerio-Sparganion Br.-Bl. et Sissingh in Boer 1942              |   |
|                         | Schilfröhricht-Gesellschaften | Schwadengras-Igelkolben-Bachröhrichte | ASS  | Schwadengras-Igelkolben-Basalgesellschaft      | Glycerio-Sparganion-Basalgesellschaft                             | * |
|                         | Schilfröhricht-Gesellschaften | Schwadengras-Igelkolben-Bachröhrichte | ASS  | Flutschwaden-Röhricht                          | Glycerietum fluitantis Eggler 1933                                | * |
|                         | Schilfröhricht-Gesellschaften | Schwadengras-Igelkolben-Bachröhrichte | ASS  | Faltschwaden-Röhricht                          | Glycerietum plicatae Kulczynski 1928                              | * |
|                         | Schilfröhricht-Gesellschaften | Schwadengras-Igelkolben-Bachröhrichte | ASS  | Knotensellerie-Gesellschaft                    | Apietum nodiflori Br.-Bl. ex Boer 1942                            | 3 |
|                         | Schilfröhricht-Gesellschaften | Schwadengras-Igelkolben-Bachröhrichte | ASS  | Gesellschaft der Gewöhnlichen Brunnenkresse    | Nasturtietum officinalis Seibert 1962                             | 3 |
|                         | Schilfröhricht-Gesellschaften | Schwadengras-Igelkolben-Bachröhrichte | ASS  | Gesellschaft der Kleinblättrigen Brunnenkresse | Nasturtietum microphylli Philippi 1973                            | D |
|                         | Schilfröhricht-Gesellschaften | Schwadengras-Igelkolben-Bachröhrichte | ASS  | Reisquecken-Gesellschaft                       | Leersietum oryzoidis Eggler 1933                                  | 3 |
|                         | Schilfröhricht-Gesellschaften | Schwadengras-Igelkolben-Bachröhrichte | ASS  | Quellgras-Rasen                                | Catabrosetum aquaticae Lang 1967                                  | 2 |
|                         | Schilfröhricht-Gesellschaften | Schwadengras-Igelkolben-Bachröhrichte | ASS  | Hainschwaden-Rasen                             | Glycerietum nemorali-plicatae Kopecký 1972                        | G |
|                         | Schilfröhricht-Gesellschaften | Schwadengras-Igelkolben-Bachröhrichte | ASS  | Bachbungenehrenpreis-Gesellschaft              | Veronica beccabunga-Gesellschaft                                  | * |